# 夜光人間
夜行人間（やこうにんげん）とは、江戸川乱歩の少年向け推理小説。
少年探偵団シリーズの一作。「少年」で1958（昭和33）年1月号～12月号まで連載された。
ポプラ社からは1964年10月に「少年探偵　江戸川乱歩全集　14」シリーズが1999年2月に「（新）少年探偵・江戸川乱歩(19)」シリーズ
が刊行されている。NHK出版からは英語版もでている。

## あらすじ

### 夜光怪人の登場
少年探偵団達の肝試し会で真っ赤に燃える目と口で銀色に光る生首が現れる。小林少年率いる少年探偵団達が光る生首を追いかけると、首の下に胴体が現れる。その夜光怪人は不気味な笑いと杉の木の上に浮遊し木の上で消えてしまう。その後も二度三度と夜光怪人は街に姿を表し日本中に恐怖の噂を振りまく。

### 第一の犯行
そんな中、明智小五郎の事務所に夜光怪人から窃盗の予告状が届いたために宝物の仏像を守ってほしいとの依頼が入る。犯行を阻止するため、依頼人の杉本という男の自宅に小林少年は警察達を連れていく。警察達に周囲を見張られた鍵をかけた書斎の中で、小林少年は依頼人の杉本と共にテーブルの上に置かれた小さな仏像を見張っていた。予告の時刻が迫る中、突如窓の外に夜光怪人が現れ、消えていく一瞬の隙にテーブルの上の仏像は消えていた。
逃げ出す夜光怪人の行き先を読んでおり、一度は捕まえかけた小林少年達だったが、夜光怪人の奥の手によって逃げられてしまう。
その後、明智小五郎の探偵事務所を訪れた夜光怪人は再び犯行を予告すると、閉じ込められた部屋から抜け出して去っていった。

### 第2の犯行
それから数日後、犯行を予告された赤森という男の屋敷に、旅行から早く帰還した名探偵明智小五郎が阻止するため訪れる。本来は小林少年が見張るはずだったが、明智は小林少年には事務所で待機しているように命じた。周囲は警察官に包囲され、内側から鍵をかけた密室の中で明智小五郎は5つの小さな仏像を見張っていた。しかし、犯行時刻になると明智小五郎と夜光怪人の取っ組み合いの音が部屋の外にまで聞こえ、扉をこじ開けると明智小五郎は気を失っていた。明智は夜光怪人を捕まえようとしたが気絶させられたと語る。

### 明かされる真相
明智が赤森邸から帰ろうとしていたが別の場所へと向かっていた。そんな明智を身なりの汚い少年が尾行していた。この少年こそ小林少年だったのである。洋館に明智が辿り着くと、小林少年は公衆電話を探して飛び込んだ。そして洋館の一室で30分ほど経つとまた別の人物が訪れる。訪れたのは2人目の明智小五郎だった。
後から訪れた2人目の明智小五郎はこれまでの夜光怪人の犯行のトリックを明かし、夜光怪人の正体が怪人二十面相だと看破した。そして周囲を警察官が囲んでいると二十面相に告げる。しかし二十面相は洋館の仕掛けを使いまんまと逃げ延びる。

### 第3の犯行
それから10日ほど経ち、上山という金持ちの屋敷の近くに夜光怪人が現れる。上山はすぐに連絡し即座に警官と小林少年達が駆けつける。上山はヒスイの塔が盗まれるかもしれないと説明する。
ついに現場に現れた夜光怪人を追って上山、小林少年、ポケット小僧は井戸の底の洞窟にまで辿り着く。しかしそれは夜光怪人の罠だった。落とし穴に落ちてしまった一行は二十面相に生き埋めにされかけるが、3人を殺す気はないとすんでのところで止められる。突如現れた明智によって二十面相は形成は逆転し警官達に追い詰められるが洞窟の仕掛けを使い逃げ出す。
しかしそれすら読んでいた明智により、怪人二十面相は明智小五郎と小林芳雄率いる少年探偵団によって捕まえられてしまうのだった。